# Filipe I de Baden
Filipe I de Baden (em alemão:  Philipp I. von Baden), também chamado Filipe I de Baden-Pforzheim (Baden-Baden, 6 de novembro de 1479 – Baden-Baden, 17 de setembro de 1533) foi um nobre alemão, pertencente à Casa de Zähringen, e que foi Margrave de Baden.
Em 1515, o pai entregou-lhe a administração dos territórios, como Baden-Baden, Durlach, Pforzheim, Altensteig e partes de Eberstein, Lahr e Mahlberg. Mas em 1527, com a morte do pai, Baden foi repartido, e Filipe tornou-se Margrave de Baden-Pforzheim.
De 1524 a 1527, foi também governador imperial no segundo Governo Imperial.

## Biografia
Filipe era o quinto filho do Margrave Cristóvão I de Baden e de Otília de Katzenelnbogen. O seu pai pretendia evitar que, após a sua morte, os seus estados se fragmentassem e, como via Filipe como o filho mais capaz, desejava que ele viesse a herder a soberania sobre todos os territórios de Baden. Assim, planeara o casamento de Filipe com Joana de Hochberg, a herdeira do Margrave Filipe de Hachberg-Sausenberg, um ramo cadete da Casa de Baden, pelo que Filipe ficaria soberano de um território considerável. O plano falhou dada a resistência do rei Luís XII de França.
Dada a oposição dos 2 irmãos laicos de Filipe  ao plano paterno, Cristóvão I viria a alterar o seu testamento. E, em 1515, Cristóvão I entregou o governo de Baden aos 3 filhos que, conjuntamente reinaram até à morte de Filipe, em 1533. Nessa data, Baden foi desagregado ficando Bernardo III com Baden-Baden e Ernesto com Baden-Durlach.
Durante o governo conjunto dos 3 irmãos, Filipe residiu na cidade de Pforzheim pelo que, por vezes, é designado como Marquês de Baden-Pforzheim.

### Carreira Militar
Filipe participou do lado francês nas Guerras italianas. Já em 1501 ele comandou um navio da frota francesa, que apoiava a República de Veneza na guerra contra os turcos.
Durante o seu governo, Filipe enfrentou a revolta dos camponeses, que alastrou a todo o sul da Alemanha. Sob a liderança de Joss Fritz os camponeses revoltaram-se e lutaram pelos seus direitos, dando origem a abusos e violência. Os rebeldes marcharam sobre Durlach, atacando o mosteiro de Gottesaue, que foi saqueado e completamente destruído sob o olhar de Filipe. A resposta foi um ataque à casas dos rebeldes e, por examplo, em Berghausen (Pfinztal), três casas foram queimadas. O verdadeiro alvo, era o território de Jorge do Palatinado Príncipe-Bispo de Speyer, que acabou por se refugiar na corte do Eleitor Palatino, em Heidelberga. Foi apenas em 1525 que o exército do eleitor palatino Luís V conseguiu pôr um fim à revolta.
A 25 de maio de 1525, Filipe I de Baden concluiu o tratado de Renchen com os camponeses que habitavam os seus estados.

### Fim de vida
Filipe morreu em 1533 sem um herdeiro masculino. Dos seus seis filhos apenas a filha mais velha Maria Jacobeia (1507–1580) lhe sobreviveu. Em 1522, ela casou com o duque Guilherme IV da Baviera.
Os territórios de Filipe foram divididos entre os seus dois irmãos, Ernesto e Bernardo III. Os dois estados resultantes, a Marca de Baden-Durlach e a Marca de Baden-Baden só viriam a ser unificadas em 1771.

## Túmulo

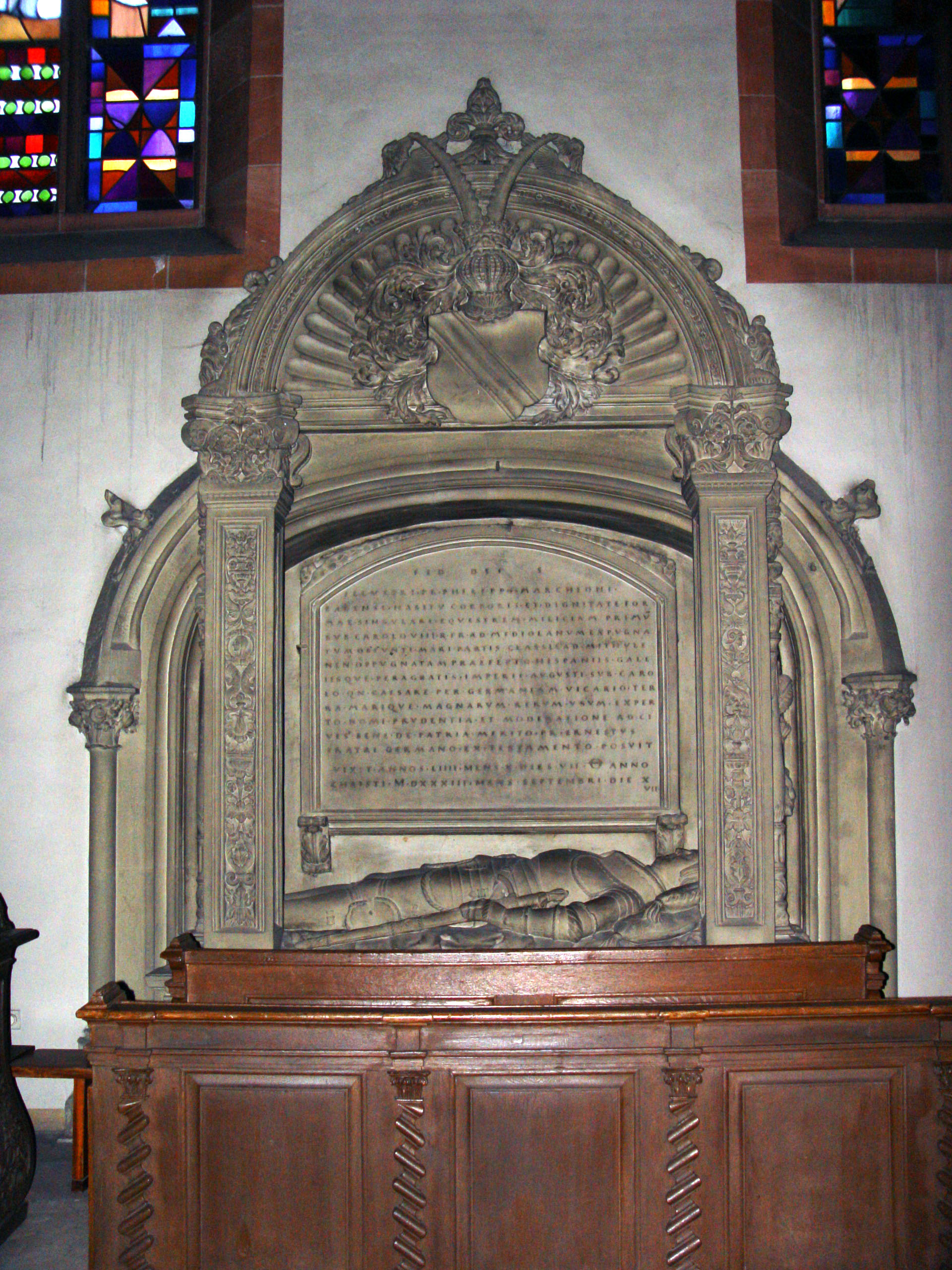
Túmulo de Filipe I de Baden

O túmulo de Filipe I está localizado na igreja da Colegiada na cidade de Baden-Baden.
O monumento está adornado com uma escultura em tamanho real, com armadura completa, mas sem capacete. O túmulo tem gravada uma inscrição em Latim:
SANTIFICADO PELA CRENÇA EM DEUS
O ILUSTRE PRINCIPE FILIPE, MARGRAVE DE BADEN,
UM EXCELENTE PRINCIPE COM UM PODEROSO CORPO E BELA FORMA,
QUE INICIOU A SUA CARREIRA COMO CAVALEIRO COM CARLOS VIII, REI DE FRANÇA;
NO CERCO DE MILÃO
QUE COMANDOU PARTE DA FROTA NO CERCO DE MITILENE
QUE VIAJOU EM ESPANHA E FRANÇA,
QUE GOVERNOU O IMPÉRIO DA ALEMANHA DURANTE O REINADO DO IMPERADOR CARLOS V,
QUE ALCANÇOU GRANDES COISAS NA TERRA E NO MAR,
QUE MERECEU MERITO NA PATRIA COM SABEDORIA E MODERAÇAO DOS CIDADAOS
- PARA ELE -
O SEU PROPIO IRMAO,
DEDICOU ESTE MONUMENTO PELA ULTIMA VONTADE DO PRINCIPE ERNESTO,
VIVEU 54 ANOS 10 MESES 7 DIAS,
E MORREU EM 1533 A 17 DE SETEMBRO.
A pedra tumular foi talhada em 1537 pelo artista Christoph von Urach (de).

## Casamento e descendência
A 3 de Janeiro de 1503 Filipe casou com Isabel do Palatinado (16 de novembro de 1483 – 24 de junho de 1522), filha de Filipe, Eleitor Palatino, de quem teve seis filhos:
1. Maria Jacobeia (Maria Jakobäa) (1507-1580), que casou com o duque Guilherme IV da Baviera (1493–1550), com geração;
2. Filipe (Philipp) (1508–1509);
3. Filipe Jaime (Philipp Jakob) (nascido e morto em 1511);
4. Maria Eva (Maria Eva) (nascido e morto em 1513);
5. João Adão (Johann Adam) (nascido e morto em 1516);
6. Max Gaspar (Max Kaspar) (nascido e morto em 1519).